# Байсунтау
Байсунтау (на узбекски: Boysuntog'; на руски: Байсунтау) е планински хребет, югозападно продължение на Хисарския хребет, част от планинската система на Хисаро-Алай, разположен на територията на Узбекистан. Простира се от север-североизток на юг-югозапад на протежение от 150 km, като на север чрез прохада Тамшуш се свързва с Хисарския хребет, а на юг чрез Акрабатския проход – с хребета Кугитангтау. На изток склоновете му се спускат към широката долина на река Сурхандаря (десен приток на Амударя), а на запад постепенно потъват в Каршинската степ. Изграден е от варовици, пясъчници и глини. Максимална височина връх Ходжапирях 4425 m (38°45′34″ с. ш. 67°35′06″ и. д. / 38.759444° с. ш. 67.585° и. д.), разположен в северната му част. От източните му склонове водят началото си реките Тупалангдаря, Сангардакдаря, Халкаджар и др. (десни притоци на Сурхандаря), а на запад реките Танхизидаря, Кизилдаря, Лангар, Урадаря и др., губещи се в полупустинната Каршинска степ. Долните части на склоновете му са покрити с полупустинна растителност, а нагоре следват редки гори от арча (вид хвойна) и алпийски пасища.

## Топографска карта
- J-42-А М 1:500000[2]